# Tujamo
Matthias Richter (Detmold, Alemania, 18 de enero de 1988), conocido internacionalmente bajo el nombre artístico Tujamo, es un DJ, y productor alemán de electro house.

## Biografía
En 2007 ganó un concurso de DJ organizado por la discoteca Index en Schüttorf y se convirtió en DJ residente. Comenzó a producir pistas y rápidamente se ganó un nombre más allá de Alemania como un DJ y remezclador. Comenzó a producir bajo el alias Tujamo en 2009 con el lanzamiento del sencillo, «Beat Back». En septiembre de 2012, lanzó el recopilatorio Showcase a través del sello Recovery House.
Su primer gran éxito internacional fue 2012, junto con el dúo alemán Plastik Funk titulado «Who» de gran recepción en el Winter Music Conference de Miami. En 2014 apareció una versión vocal de la canción, titulada «Dr. Who» en colaboración con el rapero Sneakbo, la cual alcanzó el número 21 de la lista oficial del Reino Unido.
Desde 2013 tiene su programa radial llamado Who's in the House. En ese mismo año, se unió junto con el estadounidense Steve Aoki y el británico Chris Lake para el lanzamiento del sencillo «Boneless» logrando ingresar en las listas de Alemania, Austria y en el Billboard Hot Dance Songs de los Estados Unidos. Unos meses más tarde, el trío comenzó a trabajar en una versión vocal de la canción junto al compositor canadiense Jenson Vaughan, y el rapero Kid Ink. Esta versión lanzada en junio de 2014 titulada «Delirious (Boneless)», adquirió aceptable popularidad en los Estados Unidos y Canadá.
Entre otra de las destacadas producciones se encuentra «Nova», una colaboración con el dúo belga Dimitri Vegas & Like Mike y el dúo brasileño Felguk, lanzada en septiembre de 2014 por el sello de los belgas Smash the House alcanzando la segunda posición la lista flamenca de Bélgica.
En abril de 2015, «Booty Bounce», alcanzó la primera ubicación en el top 100 del portal digital Beatport. En diciembre de ese mismo año lanza su versión vocal con la colaboración de Taio Cruz.

## Discografía

### Sencillos y EP
2009:
- Beat Back

2011:
- Mombasa
- Switch It
- Do It All Night

2012:
- There It Is

2013:
- Dr. Who (with Plastik Funk feat. Sneakbo)

2014:
- Hey Mister!
- Delirious (with Steve Aoki & Chris Lake feat. Kid Ink)

2015:
- All Night (with Jacob Plant)
- Booty Bounce
- Cream (with Danny Ávila)
- Christmas Bounce

2016:
- Drop That Low (When I Dip)
- Keep Pushin’ (with Inaya Day)
- BOOM!
- Make U Love Me

2017:
- One On One (con Sorana)

2018:
- Riverside (Reloaded) (with Sidney Samson)
- Body Language (with Miranda Glory & Haris)
- Funk You (withLa Fuente)

2019:
- Candy on the Dancefloor
- Getting Money (with 808Charmer)
- Hell Yeah
- Drop It (with Lukas Vane)

2020:
- One Million (with Lotten)

### Remixes
2009:
- Noble & Nasca – Till the Morning Sun
- Marco Maniera ft. Jimmy Ritz – Buenos Rhodes

2010:
- Da Hool feat. Heather Leigh West – Don't Hold Back
- The Beatrabauken – Wallbreakin'
- Mandis & Durden – Alwato
- Jorge Martin S. & Mike Leon – Simplify
- Muovo – Pungi
- Laserkraft 3D – Nein, Mann!
- Jochen Pash – From London to Detroit
- Shemian – 24 Hours
- Noble & Nasca – Back Again

2011:
- Plastik Funk – Everybody Dance Now 2011
- Disfunktion & Leon Du Star – I See Dead Pixels
- Michael Feiner & Eric Amarillo – Sensation
- Tune Brothers feat. Corey Andrew – Into the Fire
- Boogie Pimps feat. Darryl Pandy – Knocking
- Sofa Tunes – Feel
- Brockman & Basti M feat. NIC – Live Your Life (Free Your Mind)
- Tres Amici & Le Daan – Tech House Tango
- Housepussies – Zora In Red
- Wynter Gordon – Buy My Love
- The Teachers feat. Dekay – House You!
- Plastik Funk & Fragma – What Love Can Do
- Jim Tonique & Patrick Bryze – Better World 2011
- Horny United & Philippe Heithier – Only You
- Ralph Good ft. Polina Griffith – SOS
- Bodybangers feat. Carlprit & Linda Teodosiu – One More Time
- Peter Gelderblom ft. Dominica – Gotta Let U Go
- Fragma – Toca's Miracle 2012

2012:
- Tiko's Groove feat. Gosha – I Can´t Get Nothing (Plastik Funk & Tujamo Remix)
- DJ Falk – House of God 2012
- Bastian Van Shield – Nobody
- Federico Scavo ft. Andrea Guzzoletti – Strump
- DubVision – All By Myself
- Bob Sinclar – Groupie
- Tomcraft – Loneliness 2K13

2013:
- Gina Star feat. Laza Morgan – I Want It Now
- Major Lazer – Jet Blue Jet

2014:
- Jack Ü feat. Kiesza - Take Ü There (Tujamo Remix)
- Deadmau5 - The Reward Is Cheese (Tujamo Remix)

2015:
- Showtek feat. MC Ambush - 90s By Nature (Tujamo Remix)
- Pep & Rash - Rumors (Tujamo Remix)
- Martin Solveig feat. Sam White - +1 (Tujamo Remix)

2016:
- Dimitri Vegas & Like Mike feat. Ne-Yo - Higher Place (Tujamo Remix)
- Laidback Luke feat. Goodgrip - Rocking With The Best (Tujamo Remix)

2017:
- David Guetta feat. Justin Bieber - 2U (Tujamo Remix)
- David Guetta feat. Niki Minaj & Lil Wayne - Light My Body Up (Tujamo Remix)

2019:
- Tiësto - Grapevine (Tujamo Remix)
- Robin Schulz - Right Now (Tujamo Remix)
- HUGEL feat. Amber van Day - WTF (Tujamo Remix)
- Tom Novy - Your Body (Tujamo & Lady Bee Remix)

### Top 100 DJs
| Jahr | Platzierung |
| ---- | ----------- |
| 2015 | 95          |
| 2016 | 78          |
| 2017 | 46          |
| 2018 | 46          |
| 2019 | 43          |